# Elmer fem solver
Elmer це обчислювальний інструмент для багатофізичних задач. Він був розроблений компанією CSC у співпраці з фінськими університетами, науково-дослідними лабораторіями та промисловістю. Elmer FEM Solver — це безкоштовне програмне забезпечення з відкритим кодом, що відповідає вимогам Загальної публічної ліцензії GNU (GPL), версії 2 або пізніше.
Elmer включає, наприклад, фізичні моделі динаміки рідини, структурної механіки, електромагнетики, теплопередачі та акустики. Вони описуються рівняннями з частковими похідними, які Elmer вирішує методом скінченних елементів (МСЕ).

## Дивись також
- - Метод скінченних елементів